# NightSky
NightSky (укр. Найтскай) — комп'ютерна гра, фізичний пазл-платформер, випущена 6 січня 2011. Гра має довгу історію розробки: вперше анонсована у 2007, була відома як Skymning і Night Game. 5 травня 2008 Ніґрен випустив три міні-гри, які мали стати частиною проекту, але були покинуті через несумісність з новим рушієм. У 2009 з'явилась новина, що гра буде випущена лише для wii, і це засмутило чисельних фанів. Лише наприкінці 2010 було оголошено, що версія для ПК з'явиться першою.
У NightSky гравець контролює сяючу сферу, яка може прискорюватись і уповільнюватись, а іноді має здатність інвертувати гравітацію. Мета полягає у тому, щоб провести сферу через 10 різних світів, кожен з яких розділений на 13 три-екранних секції, а кожна секція містить у собі загадку чи пазл. Саундтрек був створений Крісом Шларбом. Гра була розроблена Нікласом Ніґреном .
8 січня 2011 року з'явилася українська локалізація гри, виконана командою Localize Team